# Phorum
Phorum – aplikacja internetowa stworzona w języku skryptowym PHP służąca do tworzenia forów dyskusyjnych dostępnych przez strony WWW oraz e-mail. Warunkiem działania phorum jest obsługa PHP i bazy danych MySQL lub PostgreSQL. Cechą charakterystyczną phorum jest prosty, nieskomplikowany wygląd i obsługa. Phorum jako jeden z nielicznych skryptów pozwala na tworzenie systemu forów dyskusyjnych o różnych szatach graficznych. Dodatkową zaletą phorum jest obsługa list mailingowych.